# Sweets-Best of Ryoko Shinohara-
『Sweets-Best of Ryoko Shinohara-』（スウィーツ ベスト オブ リョウコ シノハラ）は、篠原涼子のベスト・アルバム。1997年11月1日にEpic/Sony Recordsからリリースされた。

## 解説
- 篠原本人がセレクトしたベストアルバム。
- 本人作詞の新曲「Sleepless Girl」も収録されている。
- 初回限定盤はピクチャーレーベル仕様。
- 1・4・14はシングルと多少異なる。

## 収録曲
1. Lady Generation (Original Mix)
作詞・作曲・編曲：小室哲哉
6thシングル
2. 平凡なハッピーじゃ物足りない
作詞・作曲：広瀬香美／編曲：CHOKKAKU
8thシングル
3. Goodbye Baby
作詞：松井五郎／作曲・編曲：小森田実
11thシングル
4. 恋しさと せつなさと 心強さと
作詞・作曲・編曲：小室哲哉
4thシングル
表記はないが「STREET FIGHTER II ORIGINAL SOUNDTRACK VOL.2 オリジナル スコア アルバム」に収録されている(Q サウンド ミックス バージョン)
5. しあわせはそばにある
作詞：秋元康／作曲：寺田一郎／編曲：CHOKKAKU
9thシングル
6. スコール
作詞：石嶋由美子、小林徹／作曲・編曲：ゴンザレス三上
2ndシングル
7. だいじょうぶ
作詞：前田たかひろ／作曲・編曲：久保こーじ
アルバム『Lady Generation 〜淑女の世代〜』より
8. Sleepless Girl
作詞：篠原涼子／作曲・編曲：朝本浩文
新曲
9. パーティーをぬけだそう!
作詞・作曲・編曲：忌野清志郎
10thシングル
忌野清志郎とのコラボレーションシングル
10. ダメ!
作詞・作曲：井上陽水／編曲：CHOKKAKU
7thシングル
11. Destiny
作詞・作曲：篠原涼子／編曲：朝本浩文／コーラスアレンジ：佐々木久美
11thシングルのカップリング
12. もしもあなたが
作詞：松井五郎／作曲・編曲：羽田一郎
アルバム『RYOKO from Tokyo Performance Doll』より
13. にくらしいあなたへ
作詞：篠原涼子、前田たかひろ／作曲・編曲：久保こーじ
アルバム『Lady Generation 〜淑女の世代〜』より
14. もっと もっと…
作詞・作曲：小室哲哉／編曲：小室哲哉、久保こーじ
5thシングル

| スタブアイコン | サブスタブ | この項目は、まだ閲覧者の調べものの参照としては役立たない、アルバムに関連した書きかけの項目です。この項目を加筆・訂正などしてくださる協力者を求めています（P:音楽/PJ:アルバム）。 |